# Степаненко Микола Семенович
Степаненко Микола Семенович (* 6 червня 1960) — нагрівальник металу гарячого прокату трубопрокатного цеху № 4 акціонерного товариства «Інтерпайп Нижньодніпровський трубопрокатний завод» (м. Дніпро), Герой України.
Микола Семенович працює на заводі з 1977 року, пройшов шлях від прибиральника металу до старшого нагрівальника.

## Нагороди
- Звання «Герой України» з врученням ордена Держави (23 серпня 2011) — за визначний особистий внесок у розвиток вітчизняного металургійного комплексу, впровадження новітніх технологій у виробництво, багаторічну самовіддану працю[1]